# Lokomotiva Kladno
Lokomotiva Kladno (103) patří k první sérii lokomotiv, které si objednala nově dobudovaná Buštěhradská dráha v roce 1855. Jednalo se o lokomotivu zvláštního polotendrového uspořádání podle návrhu Ing. Wilhelma Engertha.
Protože buštěhradská dráha, zabývající se z velké části přepravou uhlí, měla na vlečkách ostré oblouky, potřebovala lokomotivy, které by je byly schopny projet. Proto měla i tato lokomotiva krátký rozvor a její zadní část spočívala posuvně na tendru.
Lokomotiva je dodnes součástí expozice Národního technického muzea v Praze na Letné. Jedná se o nejstarší ze tří ve světě dochovaných exemplářů Engerthovy konstrukce.